# 야마나카 세이코
야마나카 세이코(일본어: 山中 誠晃, 1989년 1월 22일 ~ )는 일본의 전 축구 선수이다.

## 구단 경력
과거 제프 유나이티드 지바, 파지아노 오카야마에서 활동하였다.